# Корпиярви (озеро, бассейн Тулемайоки)
Ко́рпия́рви (фин. Korpijärvi) — озеро на территории Лоймольского сельского поселения Суоярвского района Республики Карелия.

## Общие сведения
Площадь озера — 1,4 км². Располагается на высоте 115,0 метров над уровнем моря.
Форма озера лопастная, подковообразная. Берега каменисто-песчаные, частично заболочены. Озеро условно разделено на две практически равных части длинным полуостровом, идущим с северо-запада на юго-восток, оставляя между «половинами» озера узкий пролив. Западная часть озера оканчивается на севере заливом Лоймоланлахти (фин. Loimolanlahti). В него впадают два ручья: Торойнламменоя (фин. Toroinlammenoja) и Суриоя (фин. Suurioja). Восточная часть озера оканчивается заливом Хейнялахти (фин. Heinälahti), в который впадает река Лоймоланйоки. Вытекает Лоймоланйоки из южной оконечности озера).
На озере четыре некрупных острова без названия.
Ближайший населённый пункт — посёлок Лоймола — находится в 13 км к северо-западу от озера.
Код водного объекта в государственном водном реестре — 01040300211102000014169.
Название озера переводится с финского языка как «лесное озеро».

## Панорама

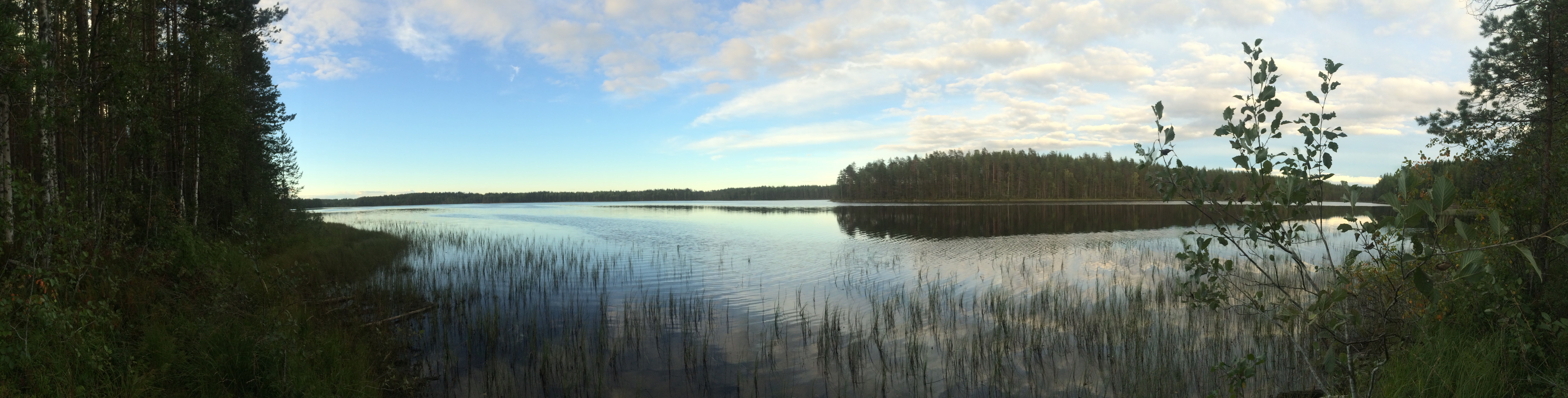
Панорама